# Crocus Hill
Crocus Hill (65 m n. m.) je kopec na ostrově Anguilla v Závětrných ostrovech v Malých Antilách v západním Karibiku. Jedná se o nejvyšší bod ostrova i celého britského zámořského území Anguilla.